# 科洛涅
科洛涅（義大利語：Cologne），是意大利布雷西亚省的一个市镇。总面积13平方公里，人口7594人，人口密度584.2人/平方公里（2009年）。国家统计（ISTAT）代码为017059。